# Юнкера-де-Енарес
Юнкера-де-Енарес (ісп. Yunquera de Henares) — муніципалітет в Іспанії, у складі автономної спільноти Кастилія-Ла-Манча, у провінції Гвадалахара. Населення — 3586 осіб (2010).
Муніципалітет розташований на відстані близько 60 км на північний схід від Мадрида, 13 км на північ від Гвадалахари.

## Демографія
Динаміка населення (INE ):